# Munder
Munder is een van de 12 stadsressorten van de Surinaamse hoofdstad Paramaribo. Munder ligt ten noorden van het centrum van de stad. In 2004 had Munder volgens cijfers van het Centraal Bureau voor Burgerzaken (CBB) 16.049 inwoners.
Beekhuizen · Blauwgrond · Centrum · Flora · Latour · Livorno · Munder · Pontbuiten · Rainville · Tammenga · Weg naar Zee · Welgelegen